# Iconografia

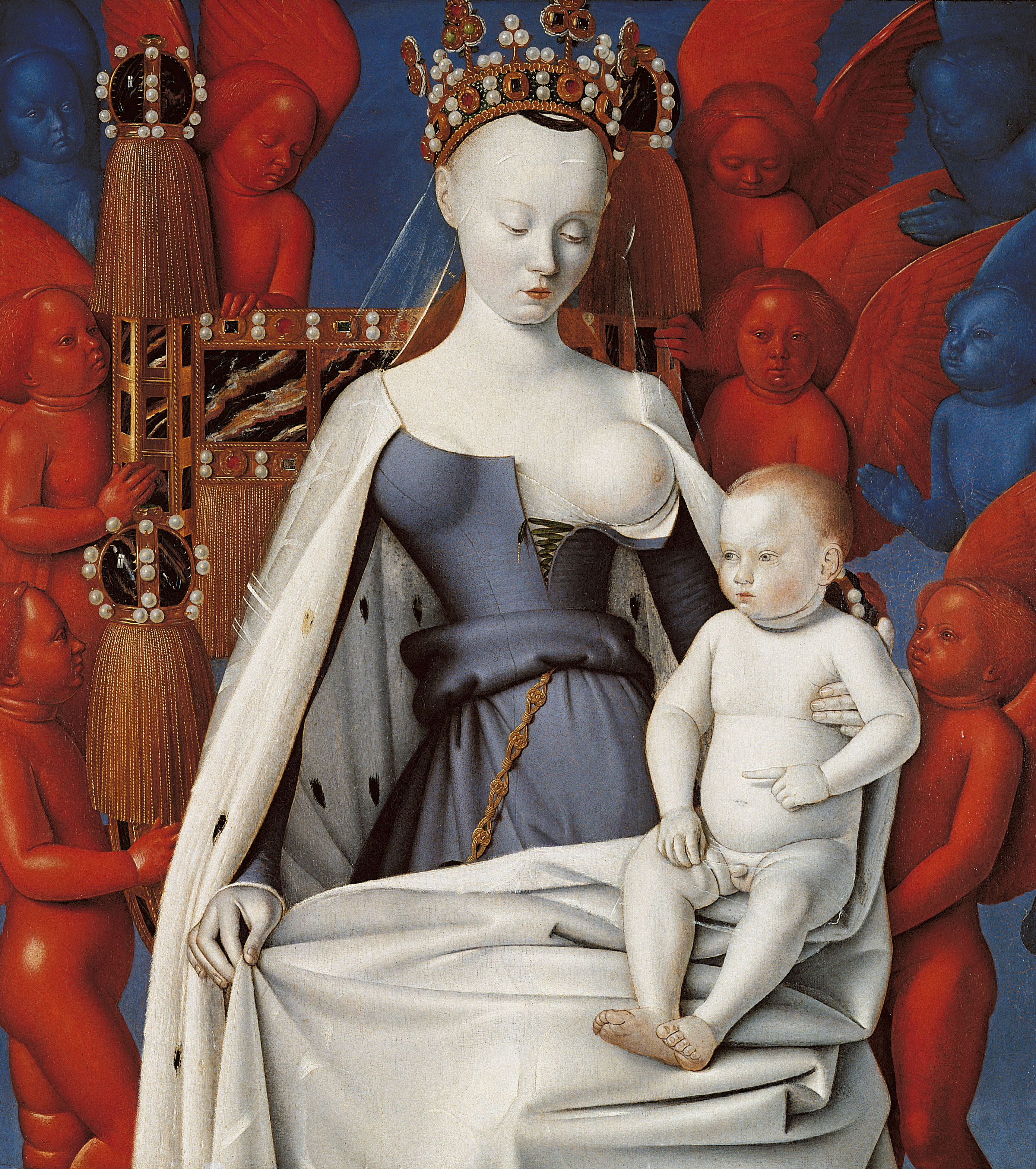
Mare de Déu i nen envoltats d'àngels (1450), Jean Fouquet. Durant el gòtic apareixen diverses representacions de la Mare de Déu de la Llet que apareix alletant l'infant Jesús o mostrant-li el pit, però el tema va ser censurat pel concili de Trento al

La iconografia (paraula composta d'icona i grafe, 'descripció') és la descripció de les temàtiques de les imatges i també el tractat o col·lecció d'aquestes. És un camp de coneixement que s'ocupa de la descripció de les imatges, de l'estudi del seu significat, i de la identificació i la classificació dels temes de les obres d'art en relació amb les seves fonts literàries.
La iconografia és la ciència que estudia l'origen i formació de les imatges, la seva relació amb el que és al·legòric i simbòlic, així com la seva identificació per mitjà dels atributs que gairebé sempre els acompanyen. Aquesta ciència té el seu origen al segle xix i va ser desenvolupada durant el XX. El gran estudi de la iconografia i el seu desenvolupament es va donar especialment a l'Institut Warburg de Londres, sota la direcció de l'historiador i crític d'art Erwin Panofsky. A partir de llavors, van veure la llum nombroses obres d'estudi sobre el tema, enciclopèdies i diccionaris. A Espanya, cal citar-ne l'historiador de l'art Santiago Sebastián. Els tres grans camps de la iconografia són la mitologia clàssica, la mitologia cristiana i la temàtica sobre les representacions civils.

## Concili de Trento
En la sessió número vint-i-cinc del concili de Trento, realitzat al segle xvi, es va estructurar un decret sobre les imatges, en què s'assenyalaven les característiques que havien de seguir aquestes i les funcions a complir. Distingia dos tipus d'imatges:
1. Dogmàtiques, que defensaven els dogmes de l'Església catòlica davant els protestants, com Crist, la Mare de Déu, alguns sants (Pere i Pau de Tars), apòstols i evangelistes, pares de l'Església i virtuts teologals i cardinals.
2. Devocionals, aquelles que al·ludien a la resta dels sants, els que eren més venerats per tradició o els extrasonats del santoral hispanovisigot o mossàrab. També dins d'aquest grup s'havien desenvolupat els anomenats sants de les necessitats o taumaturgs que combatien les pestes i les catàstrofes, com sant Roc, sant Sebastià, sant Antoni Abat i sant Miquel Arcàngel.

A més d'aquestes imatges tradicionals, es van afegir les introduïdes pels ordes religiosos, els seus sants mateixos i noves advocacions de la Mare de Déu. Els dominics van aportar la Mare de Déu del Roser, els franciscans, les ànimes i la Mare de Déu dels Dolors, i els carmelites la Mare de Déu del Carme.
Després del concili de Trento, la devoció mariana envaeix la iconografia amb noms topònim que sorgeixen del lloc de les aparicions en tota la geografia del catolicisme. Existeix també una gran difusió del culte del personatge bíblic de Maria Magdalena que es fa, al nord d'Espanya, patrona dels peregrins, juntament amb sant Jaume el Major.